# Бату (поэт)
Бату́ (узб. Botu, Боту — псевдоним, настоящее имя Махму́д Максу́дович Ходи́ев, 15 мая 1904, Ташкент, Российская империя — 9 мая 1938) — узбекский советский поэт, писатель, журналист, общественный деятель. Был заместителем Народного комиссара просвещения Узбекской ССР (1928—1930), заведующим ЦК пропаганды Узбекистана, главным редактором общественно-политических изданий «Фергана» и «Еленге». Являлся секретарём Антирелигиозной комиссии и Комиссии по борьбе за раскрепощение женщин (Худжум).
Произведения Бату прославляют изменения в жизни народа при Советской власти, в раннем творчестве присутствуют идеи национального освобождения. «Литературная энциклопедия» (1929—1930) называет Бату «самым крупным и популярным из современных узбекских поэтов».
В 1930-е годы был репрессирован. В 1958 году посмертно реабилитирован за отсутствием состава преступлений.

## Биография
Махмуд Максудович Ходиев родился 15 мая 1904 года в Ташкенте. В 1914—1917 годах учился в русско-туземной школе, затем, в 1918—1920 годах — на курсах подготовки учителей. В 1921—1927 годах получил высшее образование в Москве, по экономической специальности.
В 1919 году начал публиковаться. В 1925 году публикует в Ташкенте сборник стихотворений на узбекском языке «Искры надежды» (узб. Умид учқунлари), в 1929 году — сборник «Мои волны» (узб. Тўлқин учқунлари — Звуковые волны). Также пишет ряд рассказов, в том числе, посвящённых детям. В 1920 году Бату выступил одним из инициаторов смены алфавита узбекского языка с арабицы на латинскую графику.
В 1922 году создал газету «Фергана» («Фэрганэ») и являлся её главным редактором до 1930 года, публикуя актуальные материалы общественно-культурного содержания. С 1924 года сотрудничал с журналом «Муариф ве окутчучи». В конце 1920-х годов являлся главным редактором общественно-политического журнала «Еленге» («Пламя») — печатного органа ЦК нового тюркского латинского алфавита Узбекистана.
Вернувшись в Узбекскую ССР после учёбы, активно занимался общественно-политической деятельностью. Бату вошёл в состав влиятельных общественных организаций: Антирелигиозной комиссии и Комиссии по борьбе за раскрепощение женщин (Худжум), являясь их секретарём. В 1928—1930-х годах занимал должность заместителя Народного комиссара просвещения Узбекской ССР. К 1930 году также был заведующим отделом агитации, пропаганды и печати ЦК КП УзбССР.
В августе 1930 года был арестован ОГПУ как «буржуазный националист» (дело организации «Миллий иттиход»(«Национальное освобождение»), оно же дело работников Наркомпроса) и приговорён к расстрелу, заменённому на 10 годам заключения, содержался в СЛОН. По этому же делу были арестованы Маннон Абдуллаев (Рамзи), Насыр Саидов, Махмуд Мирходиев, Хасил Василов, Сабир Кадыров и другие.
Расстрелян 9 мая 1938 года. Семье не сообщалось о казни Бату: переписка с женой была прервана в 1936 году. О смертном приговоре узнала лишь дочь Наима из архива КГБ и внук Уктам, совершив поездку на Соловецкие острова. В 1958 году реабилитирован.

## Творчество
Бату являлся искренним сторонником Советской власти, нового общественного строя, с которым связывал достижение подлинного всенародного равенства, обретение свободы, счастья и благополучия. В своих произведениях прославлял победоносную борьбу нового со старым, молодость, освобождение женщин и девушек. Ряд его рассказов общественно-политического содержания посвящены детям. Согласно «Литературной энциклопедии» (1929—1930), основным мотивом в творчестве Бату является призыв к преодолению пессимистических настроений в узбекской литературе («безлунные ночи» и «бессолнечные дни»).
В Национальной энциклопедии Узбекистана указано, что в ранних стихах Бату ощущается влияние идей Мунаввар Кары о национальной независимости.
Помимо художественных произведений, Бату опубликовал ряд статей, рассматривающих проблемы языкознания и литературоведения.

## Семья
Бату был женат на писательнице Валентине Петровне Васильевой. Будущие супруги вместе посещали лекции А. В. Луначарского, «Никитинские субботы», участвовали в литературных вечерах. Выйдя замуж, Валентина уехала вместе с Бату в Узбекистан после окончания учёбы. В семье родилось двое детей — сын Эркли и дочь Наима.
В июне 1941 года Валентина была арестована и осуждена как жена националиста на 10 лет лишения свободы. Отбывала наказание в Асиновском трудовом лагере, затем в ссылке на Колыме. В 1951 году вернулась из ссылки с запретом на проживание в Ташкенте, в 1958 году была полностью реабилитирована.
Сын Эркли арестован в 1942 году, и 4 года находился в заключении в Уртаауле (близ Ташкента). Впоследствии стал доктором медицинских наук, профессором, заведующим кафедрой госпитальной детской хирургии в Ташкентском педиатрическом институте.
Дочь Наима также получила степень доктора медицинских наук и звание профессора, была заместителем министра здравоохранения УзССР, председателем Узсовпрофа, дважды избиралась депутатом Верховного Совета СССР и дважды — депутатом Верховного Совета Узбекской ССР.

## Память
Именем Бату названы улица и школа в Ташкенте.